# Fatbardha Kadiu
Fatbardha Kadiu (ur. 12 kwietnia 1980 w Durrësie) – deputowana do Zgromadzenia Albanii z ramienia Demokratycznej Partii Albanii.

## Życiorys
W wyborach 2017 roku uzyskała mandat deputowanej do albańskiego parlamentu z ramienia Demokratycznej Partii Albanii.